# Dušan Kerkez (cestista)
Dušan Kerkez (in serbo Душан Керкез?; Vršac, 20 luglio 1952) è un ex cestista jugoslavo.

## Palmarès
- YUBA liga: 3

Partizan Belgrado: 1975-76, 1978-79, 1980-81
- Coppa di Jugoslavia: 1

Partizan Belgrado: 1979
- Coppa Korać: 2

Partizan Belgrado: 1977-78, 1978-79